# Lahmiales
Lahmiales is een orde uit de stam Ascomycota.

## Taxonomie
De orde bestaat uit slechts één familie:
Orde: Lahmiales
- Familie: Lahmiaceae